# 奥农多加
奥农多加（英語：Onondaga）是位于美国纽约州奥农多加县的一个镇，地处雪城西南部。2010年美国人口普查时，该镇有23,103人。其名称来源于属于易洛魁联盟的奥农多加人。